# Кужа (приток Нугуша)
Кужа — река в Бурзянском районе Башкортостана. Левый приток Нугуша (бассейн Белой).

## Описание
Длина реки 40 км, площадь бассейна 224 км². Протекает в горных лесах Южного Урала.
Исток на западных склонах средней части хребта Базал в 6,5—7 км к северо-западу от деревни Новомусятово. Общее направление течения — запад-юго-запад. В нижней половине течёт по заповеднику «Шульган-Таш». Впадает в Нугуш по левому берегу в 115 км от его устья, в 6 км юго-западнее (ниже) деревни Верхний Нугуш.
Основной приток — Кайраклы (левый, длина 10 км).
Населённых пунктов в бассейне нет.
Гидрология
Река с преимущественно снеговым питанием. Скорость течения до 0,8 м/с. Русло каменистое, шириной до 10 м. Бассейн находится в зоне широколиственных лесов и светлохвойной тайги, в пойме встречаются кустарники и луговая растительность.

## Данные водного реестра
По данным государственного водного реестра России относится к Камскому бассейновому округу, водохозяйственный участок реки — Нугуш от истока до Нугушского гидроузла, речной подбассейн реки — Белая. Речной бассейн реки — Кама.
Код объекта в государственном водном реестре — 10010200312111100017897.